# 29562 Danmacdonald
29562 Danmacdonald este un asteroid din centura principală de asteroizi.

## Descriere
29562 Danmacdonald este un asteroid din centura principală de asteroizi. A fost descoperit pe 22 februarie 1998 la Haleakala în cadrul programului NEAT. Asteroidul prezintă o orbită caracterizată de o semiaxă mare de 2,99 ua, o excentricitate de 0,05 și o înclinație de 10,5° în raport cu ecliptica.